# 箕面線
箕面線（日语：／ Minoo sen */?）是由大阪府池田市石橋阪大前站至同府箕面市箕面站間的阪急電鐵鐵道路線。此線主要是通往以紅葉與瀑布聞名的箕面公園和箕面溫泉的行樂路線，也是往返大阪的通勤及通學路線。

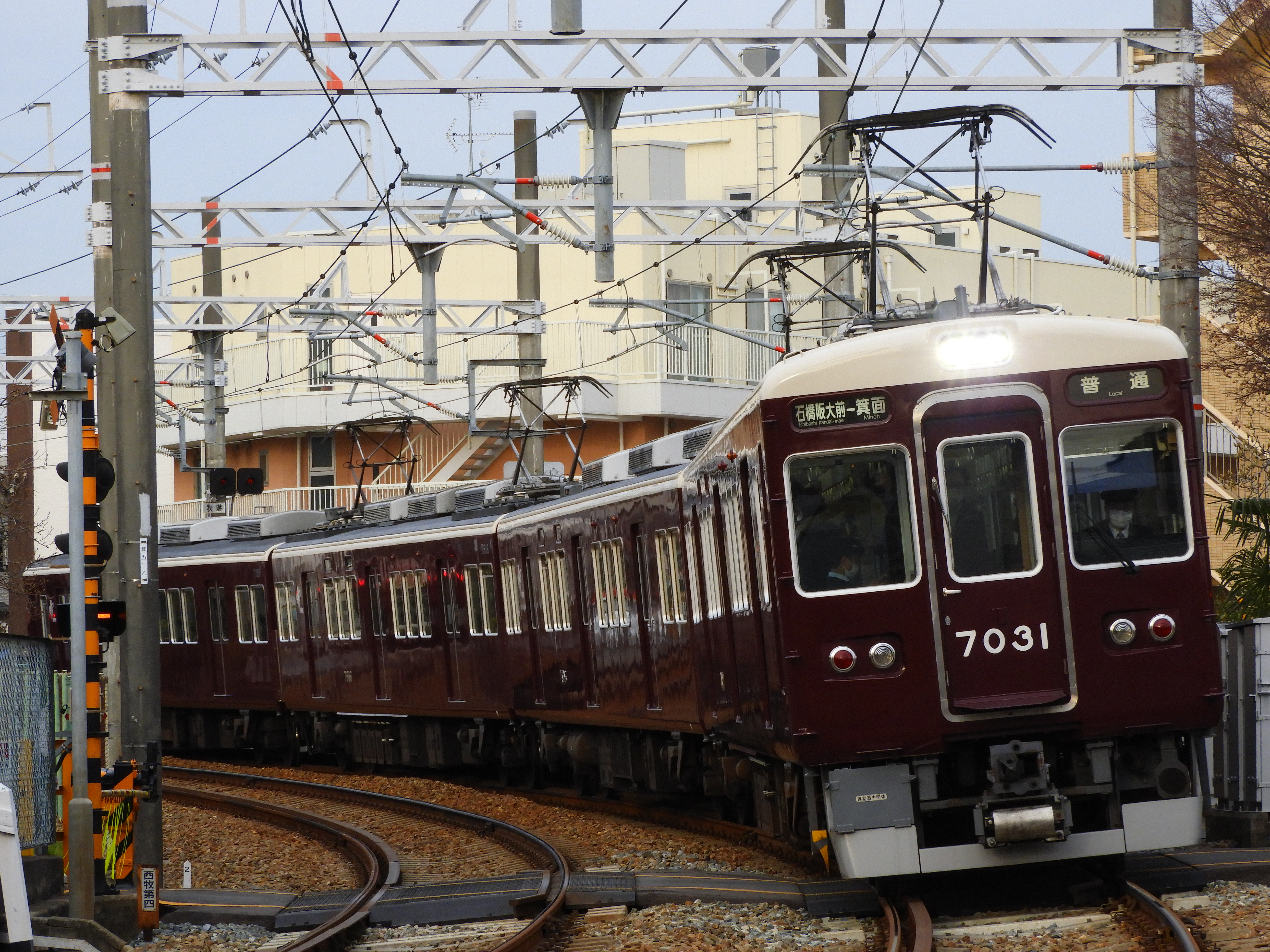
櫻井站至牧落站間的阪急7000系電車 (2021年2月)

## 路線資料
- 路線距離（營業距離）：4.0公里
- 軌距：1435毫米
- 站數：4個（包括起終點站）
- 複線路段：全線
- 電氣化路段：全線電氣化（直流1500V）
- 閉塞方式：自動閉塞式
- 最高速度：80公里/小時
- 車輛基地：平井車庫（日语：平井車庫）

## 運行形態
基本為線内折返運行、平日朝夕有往梅田站直通的通勤準急和普通列車。通勤準急在箕面線内於各站停車。

## 历史
阪急電鐵的前身箕面有馬電氣軌道、於1910年開始營運。
- 1910年（明治43年）
  - 3月10日 石橋 - 箕面間開始營運。
  - 4月12日 櫻井站開始營運。
- 1921年（大正10年）12月30日 牧落站開始營運。
- 1969年（昭和44年）8月24日 電車線電壓由600伏特昇壓到1500伏特。
- 1978年（昭和53年）3月10日 全線由基於軌道法的軌道變更成基於地方鐵道法的鐵道。

## 車站列表
- 所有車站都位於大阪府。
- 線內折返列車，只限往梅田直通列車與普通列車，停靠所有車站。
- 車站編號自2013年12月21日起引入[1][2]。

| 車站編號 | 中文站名   | 日文站名 | 英文站名 | 站間營業距離 | 累計營業距離 | 接續路線                                          | 所在地 |
| -------- | ---------- | -------- | -------- | ------------ | ------------ | ------------------------------------------------- | ------ |
| HK-48    | 石橋阪大前 |          |          | -            | 0.0          | 阪急電鐵： 寶塚本線（一部分直通運行至大阪梅田站） | 池田市 |
| HK-57    | 櫻井       |          |          | 1.6          | 1.6          |                                                   | 箕面市 |
| HK-58    | 牧落       |          |          | 1.1          | 2.7          |                                                   | 箕面市 |
| HK-59    | 箕面       |          |          | 1.3          | 4.0          |                                                   | 箕面市 |

- 石橋阪大前站至櫻井站間通過豐中市（飛地的石橋麻田町），但市內未有設車站。